# Вымпельная пиранья
Вымпельная пиранья (лат. Catoprion mento) — вид пресноводных лучепёрых рыб из семейства пираньевых (Serrasalmidae).

## Описание
Вымпельная пиранья длиной 15 см. У неё дискообразное, сильно сжатое с боков тело. Рот направлен вверх, выступающая нижняя челюсть снабжена рядом нерегулярных зубов. У зубов широкое основание и отчётливо выраженная средняя вершина. Окрас тела вымпельной пираньи серебристый, частично зелёно-серебристый. Верхняя часть тела темнее. На крышке жабр находится оранжевое пятно, у основания хвостового плавника — чёрное пятно. Передняя часть хвостового плавника желтоватая, верхний и нижний край, иногда также задний край, черноватые. Первые лучи спинного и анального плавников сильно удлинённые. Первый луч спинного плавника белого цвета, три следующих за ним — чёрного цвета. Анальный плавник красноватый, а его первый луч белого цвета. Глаза чёрные, окружённые серебристым кольцом. Половой диморфизм отсутствует.
Плавниковая формула: D 2/13-14, A 3/33-34
Мальки живут стаями, взрослые рыбы ведут одиночный образ жизни.

## Распространение
Вымпельная пиранья живёт в бассейнах рек Амазонки, Ориноко, Эссекибо и в верховье Парагвая.

## Питание
Вымпельная пиранья частично питается чешуей крупных рыб. По сообщениям немецкого зоолога Вернера Ладигеса, нападение на жертв происходит снизу вверх.